# شینگو، فوکوئوکا
شینگو، فوکوئوکا (به لاتین: Shingū, Fukuoka) یک منطقهٔ مسکونی در ژاپن است که در استان فوکوئوکا واقع شده‌است. شینگو ۳۱٬۲۳۶ نفر جمعیت دارد.